# Timm Klotzek
Timm Klotzek (* 16. April 1973 in Frankfurt am Main) ist ein deutscher Journalist. Er ist seit 2011 Chefredakteur des SZ-Magazins. Seit 2013 teilt er sich diese Position mit Michael Ebert.

## Leben
Klotzek wuchs als Sohn eines Wirtschaftsprüfers und einer Sportlehrerin für behinderte Kinder in Frankfurt und München auf. Er besuchte die Deutsche Journalistenschule in München, war dann Redaktionsleiter des Magazins jetzt der Süddeutschen Zeitung. Nachdem jetzt eingestellt wurde, zählte er 2003 zu den Gründern von Neon, dem jungen Magazin des stern. Er erhielt zahlreiche Auszeichnungen, so wurde er 2006 zum „Journalisten des Jahres“ gewählt. 2009 wurde unter seiner Leitung das Magazin Nido ins Leben gerufen, das sich an junge Eltern richtet. Am 1. Juli 2011 kehrte Klotzek zur Süddeutschen Zeitung zurück und leitet seitdem die Redaktion des SZ-Magazins. Gemeinsam mit Michael Ebert schrieb er das Buch Planen oder treiben lassen? Wie man merkt, ob man sich zu viel oder zu wenig Gedanken über sein Leben macht, das 2009 im Heyne Verlag erschien.